# Messiasia décor
Messiasia décor är en tvåvingeart som först beskrevs av Osten Sacken 1886.  Messiasia décor ingår i släktet Messiasia och familjen Mydidae. Inga underarter finns listade i Catalogue of Life.